# Еверщайн (род)
Еверщайните (на немски: Everstein, Eberstein) са благородници и графове, наречени от 1116 г. на замъците на Голям и Малък Еверщайн на Бургберг в окръг Холцминден, Долна Саксония. Фамилията се разделя от около 1200 г. на няколко линии, които измират през 14 век. Датската линия измира през 1453 г.
Малко преди 1122 г. Албрехт (Адалберт) I фон Еверщайн подарява в Добнагау близо до двореца си църквата Св. Йоан в Плауен.
Те са привърженици и роднини на Хоенщауфените и през 1180 г. се издигат след свалянето на Хайнрих Лъв. Техните граници са между четирите диоцези Майнц, Падерборн, Хилдесхайм и Минден.